# Reach for the Sky (파이어하우스의 노래)
"Reach for the Sky"는 미국 록 밴드 파이어하우스가 발매한 다섯 번째 싱글이다. 그들의 두 번째 음반인 Hold Your Fire의 첫 번째 싱글로, 이 곡은 빌보드 핫 100에서 83위, 앨범 록 트랙 차트에서 27위를 기록했다. 이 곡은 기타리스트 빌 레버티와 보컬리스트 C. J. 스네어가 작곡했다.

## 차트
| 차트 (1992)           | 최고 순위 |
| --------------------- | --------- |
| 오스트레일리아 (ARIA) | 192       |